# شیماکازه نابودگر ژاپنی
شیماکازه نابودگر ژاپنی (به انگلیسی: Japanese destroyer Shimakaze (1942)) یک کشتی بود که طول آن ۱۲۹٫۵ متر (۴۲۴ فوت ۱۰ اینچ) می‌باشد. این کشتی در سال ۱۹۴۲ ساخته شد.